# Katrin Sieg
Katrin Sieg (* 1961 als Kathrin Sieg) ist eine deutsche Theaterwissenschaftlerin, Autorin und Professorin an der Georgetown University in Washington, D.C., USA.

## Leben
Katrin Sieg ist die Tochter des Lehrers, Schriftstellers und Satirikers Wolfgang Sieg (1936–2015) und stammt zudem aus einer Musikerfamilie. Ihre Mutter Elisabeth Sieg, die später als Psychologische Psychotherapeutin tätig war, unterrichtete Blockflöte an der Staatlichen Jugendmusikschule in Hamburg;  ihr Großvater Heinrich Paff leitete ein Kammerorchester. Sie wuchs zusammen mit ihren jüngeren Geschwistern Sönke (heute Musikalischer Leiter auf einem Kreuzfahrtschiff der Hamburger Reederei TUI Cruises) und Sören (heute Kolumnist, Satiriker, Autor und Komponist in Hamburg) in Elmshorn auf. Nach dem Abitur studierte sie zunächst die Lehrfächer „Englisch“ und „Kunst“ an der Pädagogischen Hochschule in Flensburg und legte dort 1986 ihr erstes Staatsexamen ab.
Danach ging sie in die Vereinigten Staaten, studierte dort Theaterwissenschaften und machte 1988 an der California State University in Sacramento, Kalifornien, ihren Master of Arts mit einer Arbeit über die Bühnenpraktiken von Heiner Müller unter dem Titel Heiner Müller's stage practices. 1991 promovierte (Ph.D.) sie in Drama an der University of Washington in Seattle mit der Dissertation Feminist critical practices and 20th century women's plays in German. Von 1992 bis 1995 war sie als Lecturer für Theater und Literatur an der University of California in San Diego tätig. Von 1995 bis 2000 lehrte sie als Assistant Professor und von 2000 bis 2001 als Associate Professor im Fachbereich Germanistik an der Indiana University in Bloomington, Indiana. Ende 2001 wurde Katrin Sieg an die Georgetown University in Washington, D.C., berufen, deren Fakultät Edmund A. Walsh School of Foreign Service sie seitdem angehört. Von 2001 bis 2009 war sie als Associate Professor of German am dortigen Fachbereich Germanistik und dem BMW Center for German and European Studies tätig, und seit 2009 lehrt und forscht sie dort als Professorin für Germanistik und Europastudien.
Sieg erhielt mehrere Auszeichnungen und Stipendien, darunter ein Humboldt Fellowship, das ihr einen Forschungsaufenthalt von 2001 bis 2002 in Berlin ermöglichte, sowie 2008 ein Forschungsstipendium, den Senior Faculty Research Award, das sie für den Abschluss eines Buchprojekts über die Rezeption der Globalisierung im europäischen Film und Theater nutzte (ihr Buch unter dem Titel Choreographing the global in European cinema and theater erschien 2008 bei Palgrave Macmillan in New York). Sie schrieb bereits mehrere Bücher sowie zahlreiche Buchbeiträge und Zeitschriftenaufsätze. Zurzeit arbeitet sie an einer Studie über Anteil, Einfluss und Auswirkungen des Eurovision Song Contest an der bzw. auf die Entwicklung des „Neuen Europas“ (engl. New Europe) und einer europäischen Identität.
Katrin Sieg lebt in Washington, D.C., in den Vereinigten Staaten.

## Veröffentlichungen
Bemerkung: Soweit nicht gesondert angegeben, jeweils in englischer Sprache.

### Bücher
- Exiles, eccentrics, activists. Women in contemporary German theater. University of Michigan Press, Ann Arbor (Michigan/USA) 1994, ISBN 0-472-10491-8.
- Ethnic drag. Performing race, nation, sexuality in West Germany (= Social history, popular culture, and politics in Germany). University of Michigan Press, Ann Arbor (Michigan/USA) 2002, Nachdruck: 2009, ISBN 0-472-11282-1 (Rezension (englisch) auf H-Net).
- Choreographing the global in European cinema and theater (= Studies in European culture and history). Palgrave Macmillan, New York (NY/USA) 2008, ISBN 0-230-60822-1.

### Buchbeiträge
- Rassendiskurse in der Nachkriegszeit. Winnetou in Bad Segeberg. In: Martina Tißberger (Hrsg.): Weiß – Weißsein – whiteness. Kritische Studien zu Gender und Rassismus. 2., durchgesehene Auflage. Lang, Frankfurt am Main u. a. 2009, ISBN 978-3-631-57982-4, S. 143–164 (deutsch; Bemerkung: Beiträge anderer Autoren teilweise dt., teilw. engl.).
- German theatre and globalisation. In: Denise Varney (Hrsg.): Theatre in the Berlin Republic. German drama since reunification (= German linguistic and cultural studies, Band 24). Lang, Oxford 2008, ISBN 978-3-03911-110-7, S. 307–324.
- Homosexualität und Dissidenz. Zur Freiheit der Liebe in Heiner Carows Coming-Out. In: DEFA-Stiftung (Hrsg.), Bettina Mathes (Red.): Die imaginierte Nation. Identität, Körper und Geschlecht in DEFA-Filmen. DEFA-Stiftung, Berlin 2007, ISBN 978-3-00-020896-6, S. 256–280 (deutsch).
- Kunst in der Suppenküche des Kapitals. Pollesch@Volksbühne. In: David Barnett, Moray McGowan und Karen Jürs-Munby (Hrsg.): Das Analoge sträubt sich gegen das Digitale? Materialitäten des deutschen Theaters in einer Welt des Virtuellen (= Recherchen, Band 37). Theater der Zeit, Berlin 2006, ISBN 978-3-934344-81-5, S. 21–32 (deutsch).

### Zeitschriftenaufsätze
- „Black virgins.“ Sexuality and the democratic body in Europe. In: New German critique, Nr. 109, 2010, ISSN 0094-033X, S. 147–185.
- Beyond Orientalism. Masquerade, minstrelsy, surrogation. In: Seminar. A journal of Germanic studies, Band 41, 2005, Heft 3, ISSN 0037-1939, S. 191–208.
- The ambivalence of antifascist rhetoric. Victims, artists, and the masses in Elfriede Jelinek's „Stecken, Stab und Stangl“. In: New German critique, Nr. 92, 2004, ISSN 0094-033X, S. 123–140.
- Postcolonial Berlin? Pieke Biermann's crime novels as globalization critique. In: Stephen Brockmann (Hrsg.): Writing and reading Berlin (= Studies in twentieth & twenty-first century literature, Vol. 28, No. 1, Sonderausgabe). University of Nebraska, Lincoln 2004, S. 152–182.